# Канинии
Каниниите (gens Caninia) са плебейска фамилия от Древен Рим.
Произлизат от Тускулум.
Известни от фамилията:
- Гай Каниний Ребил (претор), претор 171 пр.н.е.
- Марк Каниний Ребил, изпратен от Сената в Македония през 170 пр.н.е. и през 167 пр.н.е. при тракийския Котис IV. [1]
- Гай Каниний Ребил, легат на Юлий Цезар в Галия, суфектконсул 45 пр.н.е. [2]
- Луций Каниний Гал (трибун), народен трибун 56 пр.н.е. и приятел на Цицерон.
- Луций Каниний Гал (консул 37 пр.н.е.), консул 37 пр.н.е.
- Луций Каниний Гал (консул 2 пр.н.е.), суфектконсул 2 пр.н.е.
- Авъл Каниний Сатрий, при Цицерон 65 пр.н.е.
- Каниний Салустий, вероятно осиновен, квестор при Марк Калпурний Бибул, 1 век пр.н.е.